# 呼和温都尔镇
呼和温都尔镇，是中华人民共和国内蒙古自治区巴彦淖尔市乌拉特后旗下辖的一个乡镇级行政单位。

## 行政区划
呼和温都尔镇下辖以下地区：
新街社区、新惠社区、新利社区、广林村、大树湾村、红旗村、西补隆嘎查、乌兰哈少嘎查、阿日其图嘎查、查干温都尔嘎查、呼和温都尔嘎查和那仁乌布尔嘎查。

## 交通
- 临哈铁路：呼和温都尔站